# Eranina leuconoe
Eranina leuconoe är en skalbaggsart som först beskrevs av Bates 1881. Eranina leuconoe ingår i släktet Eranina och familjen långhorningar.
Artens utbredningsområde är:
- Costa Rica.
- Nicaragua.
- Panama.

Inga underarter finns listade i Catalogue of Life.